# Kutmichevitsa

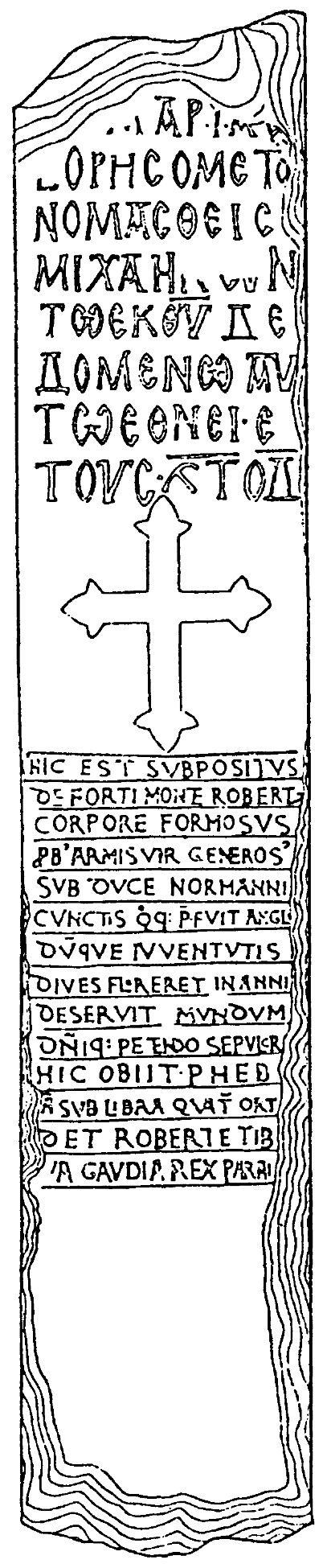
Inscripción Balshi.

Kutmichevitsa (en búlgaro: Кутмичевица) es un área histórica de Bulgaria que cubre aproximadamente el sur de Albania actual. Es el segundo centro cultural e histórico del primer Estado búlgaro.  A lo largo de la existencia de la Arquidiócesis de Ohrid (1018-1767), el área ha estado en su diócesis.
Durante la antigüedad, el área era parte del Reino de Epiro y la antigua Macedonia.
En la antigüedad tardía, los Esclavenos se establecieron aquí, seguidos por los protobúlgaros Kuber. El año exacto de cristianización de Bulgaria se conoce por una inscripción de piedra descubierta en el área - Inscripción Balshi.
Probablemente en 886, es decir. Justo antes de la consagración de la iglesia del monasterio de Ravna, Clemente de Ocrida, junto con Naum de Preslav, fueron enviados a Kutmichevitsa. En la zona, montaron monasterios - Clemente reconstruyó la Iglesia de Santa Sofía en Ohrid y construyó el Monasterio de San Pantaleón de Ocrida, mientras que Naum construyó el Monasterio de San Naum. La actividad monástica y literaria de finales del siglo IX en el área del lago Ohrid se multiplicó en un área mucho más grande en ese momento habitada por búlgaros, desde el Golfo de Arta hasta el lago Shkodra, y los centros de libros se multiplicaron, incluido Devol, Prespa (ciudad medieval), Berat y muchos más. La parte sur de la región, conocida por el nombre eslavo Vagenetia e incorporada por la tribu vayunitas, que corresponde exactamente al antiguo Epiro, se incorpora e integra en el área. Esta área se centra alrededor de Ioannina.
Durante el Segundo Estado búlgaro, el centro de la antigua Kutmichevitsa era el Principado de Valona. Con la conquista de Ioannina en 1430 por los otomanos, toda el área se integró en el Imperio Otomano.
El eco otomano de la historia es Eyalato de Ioánina, cuyo "heredero moderno" es Alí Pachá de Yánina, un personaje de la novela "El conde de Montecristo". Alí Pachá se unió a toda Tesalia (1788) y gobernó toda el área como un gobernante independiente, Pasha (1822 o hasta la creación de la Grecia moderna).